# Tabac autochtone en Amérique
 (septembre 2018).
Les peuples amérindiens cultivaient et consommaient le tabac depuis bien avant l'arrivée des colons européens.

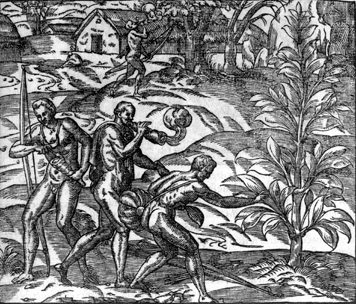
Indiens Tupinamba (Brésil) fumant le pétun (tabac), gravure publiée dans la Cosmographie universelle d'André Thevet (1575).

## Origine
Le tabac et ses différentes variétés, sont originaires de l’Amérique centrale et de l’Amérique du Sud. 
Selon les anthropologues et ethnobotanistes, les premiers peuples à être arrivés en Amérique par le détroit de Béring il y a plus de 15 000 ans étaient prédisposés culturellement à faire usage de substances psychoactives comme le tabac pour communiquer avec le monde des esprits.
La culture du tabac aurait débuté il y a 8 000 ans. On en compte une cinquantaine de variétés. La variété de tabac la plus connue est la Nicotiana rustica que l’on retrouve chez les peuples du nord. En commençant par le Pérou, puis les Caraïbes, le tabac a frayé son chemin vers les grandes plaines américaines pour aller jusqu’à la vallée du Saint-Laurent en Amérique du Nord.
Les peuples iroquoiens quant à eux, sont des peuples sédentaires et vivent de l’agriculture. Ce sont donc certains clans de cette grande famille socio-linguistique qui font la culture du tabac à travers les autres produits agricoles comme le maïs, les courges et plusieurs autres plantes. Les Hurons-Wendat, les Iroquois, les Ériés, les Neutres et les Susquehannocks sont tous des grands clans iroquoiens qui faisaient la culture du tabac. Toutefois, en profitant du climat et du relief favorable à la culture du tabac que l'on retrouve dans les vallées les Pétuns, qui sont aussi des Iroquoiens, sont réputés pour avoir fait la culture du tabac en grande quantité. Ces tribus étaient installées dans la vallée du Saint-Laurent et près des Grands Lacs ou un peu plus au sud,.

## Consommation
Les autochtones du nord du Québec trouvaient plusieurs utilités au tabac ainsi que plusieurs autres plantes comme la sauge et l’écorce de cèdre. Le tabac était utilisé lors de cérémonies traditionnelles, pour usage médicinal, pour sceller une alliance ou pour créer un «pont» avec le monde des esprits (offrande ou spiritualité). Le tabac était utilisé de plusieurs façons, la plupart du temps, ils le mélangeaient à d’autres herbes. Parfois, ils le consommaient dans une pipe ou sous forme de cigares en le fumant, parfois ils l’infusaient et le buvaient, parfois ils le mâchaient. Parfois ils s’en servaient comme plante médicinale en le mettant sur la peau ou en l’ingérant, normalement sous forme de tisane. Parfois ils le faisaient sécher ou fumer pour s’en servir comme offrande et parfois, ils s’en servaient en guise de cadeau significatif. Cependant, parmi toutes ces manières de l’utiliser, les autochtones d’Amérique du Nord préféraient utiliser la pipe pour le consommer. Avant l’arrivée des Européens, les autochtones l’utilisaient seulement à ces fins, mais une fois les premiers contacts établis entre Européens et autochtones, le tabac était plus utilisé à usage courant et son utilisation est devenue plus banale, son aspect significatif était devenu moins important,,.

## Aspect spirituel associé au tabac
Le tabac est une plante considérée comme un don de l'esprit suprême par les autochtones, sa consommation ayant une grande signification symbolique. Le tabagisme selon les autochtones fait partie du chamanisme. La fumée du tabac est une offrande faite aux esprits et elle sert de véhicule premier de la communication avec le monde des esprits. La fumée qui s’élève simule l’âme du tabac qui emporte les prières avec elle vers les esprits. La consommation du tabac crée des vertiges, une sensation d’irréalité et de corps planant ce qui permet la dissociation du corps et de l’esprit selon les autochtones. Le tabac provoque des hallucinations créant un état catatonique et cela privilégiait selon eux le rituel de communication. La consommation du tabac était le centre de plusieurs cérémonies importantes comme : lors des mariages, lors des semailles, lors de la récolte, lors des naissances, lors des enterrements et aussi lors d’événements diplomatiques,,.

## Européens et tabac autochtone
Le premier contact des Européens avec le tabac est relié au voyage de Christophe Colomb en 1492, en Amérique du Sud. À la suite de ce voyage, les Européens ont découvert que pratiquement toutes les nations autochtones des Amériques consommaient le tabac. Ils ont aussitôt adopté la pipe pour consommer le tabac parce que cette méthode correspondait à la plus pratique. La transition entre les Amériques et l’Europe s'est faite par les marins qui le consommaient pour « tuer le temps ».

### Médiagraphie
- L'usage profane du tabac chez les Amérindiens par Charles Vincent
- Inuits, Hurons, Algonquins et Iroquois